# San Cosmo Albanese
San Cosmo Albanese (albanès Strigari) és un municipi italià, dins de la província de Cosenza. L'any 2006 tenia 645 habitants. És un dels municipis on viu la comunitat arbëreshë. Limita amb els municipis d'Acri, Corigliano Calabro, San Demetrio Corone, San Giorgio Albanese i Vaccarizzo Albanese.

## Administració
| Període | Identitat       | Partit         |
| ------- | --------------- | -------------- |
| 2006-   | Antonio Mondera | Centreesquerra |